# Bolsa de Zagreb
La bolsa de Zagreb  o ZSE (en inglés: Zagreb Stock Exchange; en croata: Zagrebačka burza pronunciación en croata: /zǎːɡrebatʃkaː bûrza/) es una bolsa de valores localizada en Zagreb, Croacia. Es la única bolsa de valores de Croacia. Se negocian acciones de compañías croatas así como bonos.
ZSE fue establecida en 1991 como sucesora de la "bolsa de Zagreb para bienes y valores" que fue cofundada por Samuel David Alexander en 1907. En marzo de 2007 incorporó a la bolsa de Varaždin, formando un único mercado de capital croata, liderando la capitalización de mercado en la región por volumen de negocio. A 31 de diciembre de 2016, la capitalización de mercado total de ZSE era de 232,4 billones kn (€30,8 billones).
La bolsa tiene un periodo de pre-mercado de 09:00 a 10:00 y un periodo normal de sesiones de 10:00 a 16:00 todos los días de la semana excepto sábados, domingos y fiestas declaradas por la bolsa por adelantado.
La bolsa de Zagreb se sitúa en el rascacielos Eurotower en la intersección de las calles Vukovarska y Lučićeva.
La bolsa de Zagreb publica los siguientes índices:
- CROBEX, acciones
- CROBIS, bonos